# Rivalité Federer-Wawrinka
|                                     |  |  |
| Roger Federer et Stanislas Wawrinka |  |  |

Roger Federer et Stanislas Wawrinka sont des joueurs de tennis professionnels suisses engagés dans une rivalité nationale. Le premier étant professionnel depuis 1998, le second depuis 2002. Ils se sont rencontrés à 24 reprises en simple.

## Bilan des confrontations
Sur 24 duels, Federer mène avec 21 victoires. Dans leurs confrontations sur surface dure, Federer mène largement 15-0 mais sur terre battue c'est beaucoup plus serré à 5-3 pour Federer. Sur gazon, Federer mène 1-0. Pour l'heure, Wawrinka n'a battu Federer que sur terre battue.
|  | Roger Federer | 21 – 3 | Stanislas Wawrinka |  |

## Liste des rencontres

### Rencontres officielles
Légende
| Grand Chelem          |
| Masters 1000          |
| 500 Series            |
| 250 Series            |
| ATP World Tour Finals |

## Rencontres officielles

### En simple

#### 1:Tournoi de Rotterdam 2005
Première rencontre officielle entre les deux hommes. Elle a lieu lors du Tournoi de Rotterdam en huitièmes de finale. Le Bâlois Roger Federer bat le Vaudois Stanislas Wawrinka en 2 sets (6-1, 6-4). Federer remportera ce tournoi par la suite.

#### 2:Tournoi de Dubaï 2006
Federer élimine Wawrinka en seizièmes de finale lors du Tournoi de Dubaï en 2 sets (7-6, 6-3).

#### 3:Masters de Monte-Carlo 2009
Wawrinka bat Federer pour la première fois de sa carrière lors du quart de finale du Masters de Monte-Carlo en 2 sets (6-4, 7-5).

#### 4:Masters du Canada 2009
Lors du quart de finale des Masters du Canada à Montréal, Federer élimine Wawrinka en 2 sets (6-3, 7-6).

#### 5:Masters de Madrid 2010
Federer s'impose en quarts de finale sur la terre battue madrilène lors du Masters de Madrid au détriment de Wawrinka en 2 sets (6-3, 6-1). 

#### 6:Roland-Garros 2010
Les deux hommes se retrouvent à Roland-Garros pour un huitième de finale. Federer s'impose en 3 sets (6-3, 7-6, 6-2).

#### 7:Tournoi de Stockholm 2010
Roger Federer bat son compatriote vaudois lors du quart de finale du Tournoi de Stockholm en 3 sets (2-6, 6-3, 6-2).

#### 8:Open d'Australie 2011
Roger Federer se défait de Stanislas Wawrinka lors du quart de finale de l'Open d'Australie en 3 sets (6-1, 6-3, 6-3).

#### 9:Masters d'Indian Wells 2011
Deuxième confrontation en 2011 entre les deux Suisses. Elle a lieu en Californie lors du Masters d'Indian Wells. Federer élimine Wawrinka en quarts de finale en 2 sets (6-3, 6-4).

#### 10:Roland-Garros 2011
Cette rencontre sur la terre battue de Roland-Garros vire à l'avantage de Roger Federer. Ce dernier élimine Wawrinka en huitièmes de finale sur un score en 3 sets (6-3, 6-2, 7-5).

#### 11:Tournoi de Bâle 2011
Pour la dernière rencontre officielle de l'année 2011 entre le Bâlois et le Vaudois, le Bâlois Roger Federer s'impose dans son "jardin" lors du Tournoi de Bâle en battant Wawrinka au stade des demi-finales en 2 sets (7-6, 6-2).

#### 12:Masters de Cincinnati 2012
Première confrontation entre les deux joueurs suisses en 2012. Ils se retrouvent en demi-finale du Masters de Cincinnati. Federer remporte le match en 2 sets (7-6, 6-3) en 1 heure et 34 minutes de jeu.

#### 13:Masters de Shanghai 2012
Les deux protagonistes suisses se retrouvent en huitièmes de finale lors du Masters à Shanghai. Federer passe en 3 sets (4-6, 7-6, 6-0).

#### 14:Masters d'Indian Wells 2013
Federer et Wawrinka se retrouvent en huitièmes de finale du Masters d'Indian Wells. C'est le Bâlois qui remporte le match en 3 sets (6-3, 6-7, 7-5).

#### 15:Masters de Monte-Carlo 2014
Après avoir réalisé un parcours sans faute chacun de leur côté, Federer et Wawrinka jouent la finale du Masters de Monte-Carlo. C'est Wawrinka qui remporte ce face-à-face en 3 sets (4-6, 7-6, 6-2) en 2 heures et 13 minutes.

#### 16:Wimbledon 2014
Federer et Wawrinka se retrouvent au stade des quarts de finale de Wimbledon. Federer s'impose en 4 sets (3-6, 7-6, 6-4, 6-4).

#### 17:Masters 2014
Les deux hommes se retrouvent en demi-finale du Masters à Londres. La rencontre tourne à l'avantage de Federer en 3 sets (4-6, 7-5, 7-6) en 2 heures et 48 minutes de jeu.

#### 18:Masters de Rome 2015
Federer bat Wawrinka en demi-finale en 2 sets (6-4, 6-2) en 56 petites minutes.

#### 19:Roland-Garros 2015
Wawrinka s'impose en quarts de finale en 3 sets (6-4, 6-3, 7-6) en 2 heures et 9 minutes. Wawrinka remportera par la suite cette édition de Roland-Garros.

#### 20:Open d'Australie 2017
Les deux joueurs se retrouvent en demi-finales de l'Open d'Australie. Federer remporte le match en 5 sets (7-5, 6-3, 1-6, 4-6, 6-3) après 3 heures et 4 minutes de jeu.

#### 21:Masters d'Indian Wells 2017
Federer et Wawrinka se retrouvent une deuxième fois en 2017 lors de la finale du Masters d'Indian Wells. Federer s'impose en 2 sets (6-4, 7-5) en seulement 1 heure et 20 minutes.

#### 22:Masters de Cincinnati 2018
Ils se retrouvent en quarts de finale du Masters de Cincinnati 2018. Federer s'impose en 3 sets (6-7, 7-6, 6-2) après un combat de 2 heures et 19 minutes.

#### 23:Masters d'Indian Wells 2019
Federer (37 ans, 4e à l'ATP) et Wawrinka (33 ans, 40e à l'ATP) se retrouvent en 2019 lors du 3e tour du Masters d'Indian Wells. Federer remporte rapidement cette confrontation (6-3, 6-4) en 59 minutes. Wawrinka n'a toujours pas remporté de match face à Federer sur surface dure. Federer déclare à ce propos: « en toute honnêteté, je n’ai pas l’impression de pareillement le dominer sur ce type de surface ».

#### 24:Roland-Garros 2019
Comme en 2015, Federer et Wawrinka se rencontrent au stade des quarts de finale. Federer l'emporte en 4 sets (7-6, 4-6, 7-6, 6-4) après 3 heures et 35 minutes de jeu.

### En double

#### ?:Masters de Rome 2007
Roger Federer et Stanislas Wawrinka s'inclinent face à Rafael Nadal et son compatriote Carlos Moyà au premier tour en 2 sets (6-4, 7-65).

#### ?:Jeux olympiques 2008
La paire Federer/Wawrinka remporte la médaille d'or pour la Suisse lors des Jeux olympiques à Pékin face aux Suédois Simon Aspelin et Thomas Johansson en 4 sets (6-3, 6-4, 6-7, 6-3).

#### ?:Masters d'Indian Wells 2011
Federer et Wawrinka s'imposent face à Rafael Nadal et son compatriote Marc López en demi-finale en 2 sets (7-5, 6-3). La paire suisse perdra au tour suivant.

#### ?:Jeux olympiques 2012
La paire Federer/Wawrinka est éliminée en huitièmes de finale face aux Israeliens Jonathan Erlich et Andy Ram en 3 sets (6-1, 6-7, 3-6).

#### ?:Coupe Davis 2014
La Suisse représentée par la paire Federer/Wawrinka bat la France représentée par Julien Benneteau et Richard Gasquet au Stade Pierre-Mauroy de Villeneuve-d'Ascq lors du double de la finale en Coupe Davis en 3 sets (6-3, 7-5, 6-4).

## Exhibitions

### En simple

#### ?:Match for Africa2,Zurich,2014
Federer et Wawrinka se rencontrent au Hallenstadion de Zurich dans le cadre de "Match for Africa 2", un match d'exhibition. Federer s'impose en 2 sets (7-6, 6-4).